# Neue Bergstraße (Bad Freienwalde)

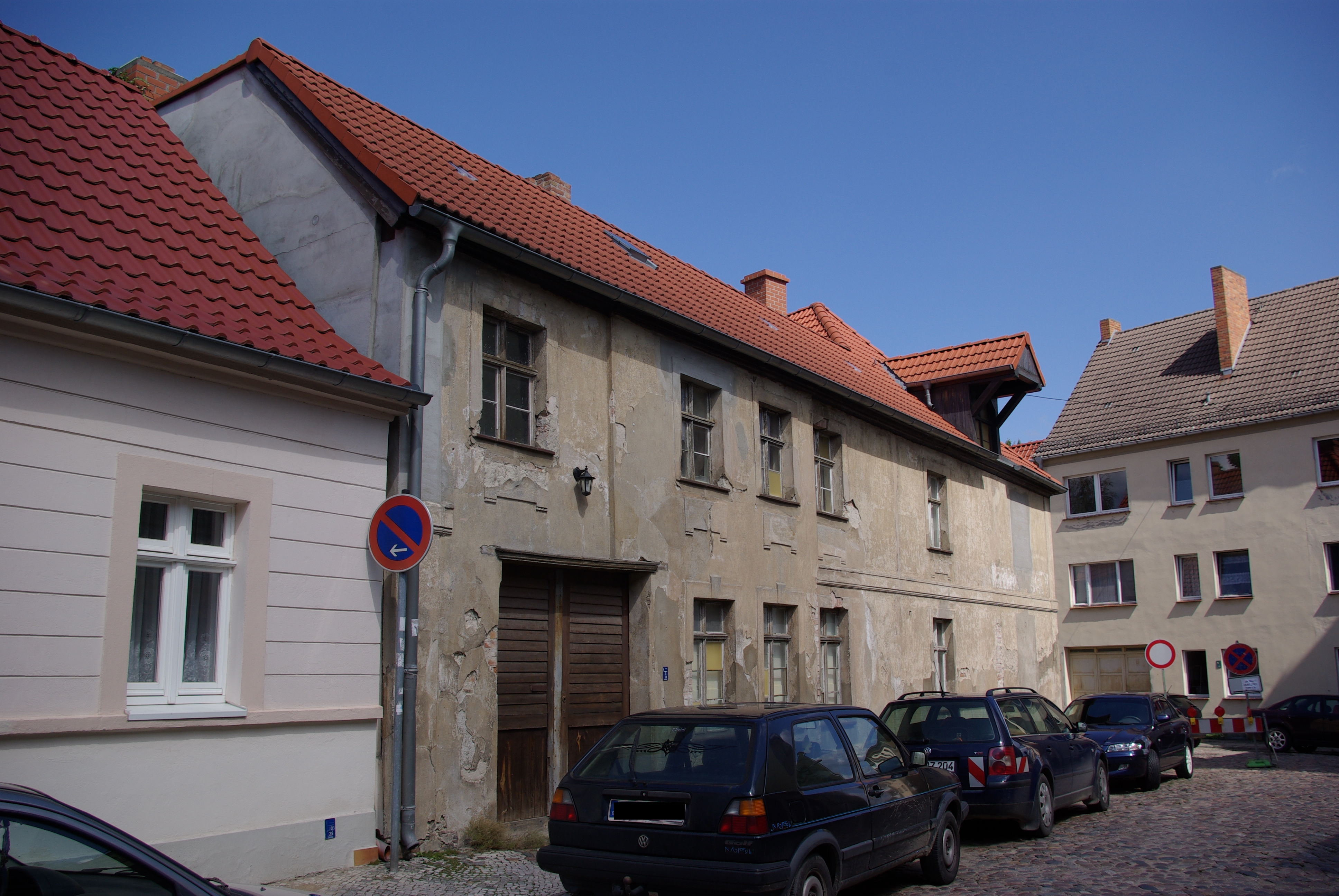
Das Haus Neue Bergstraße 2

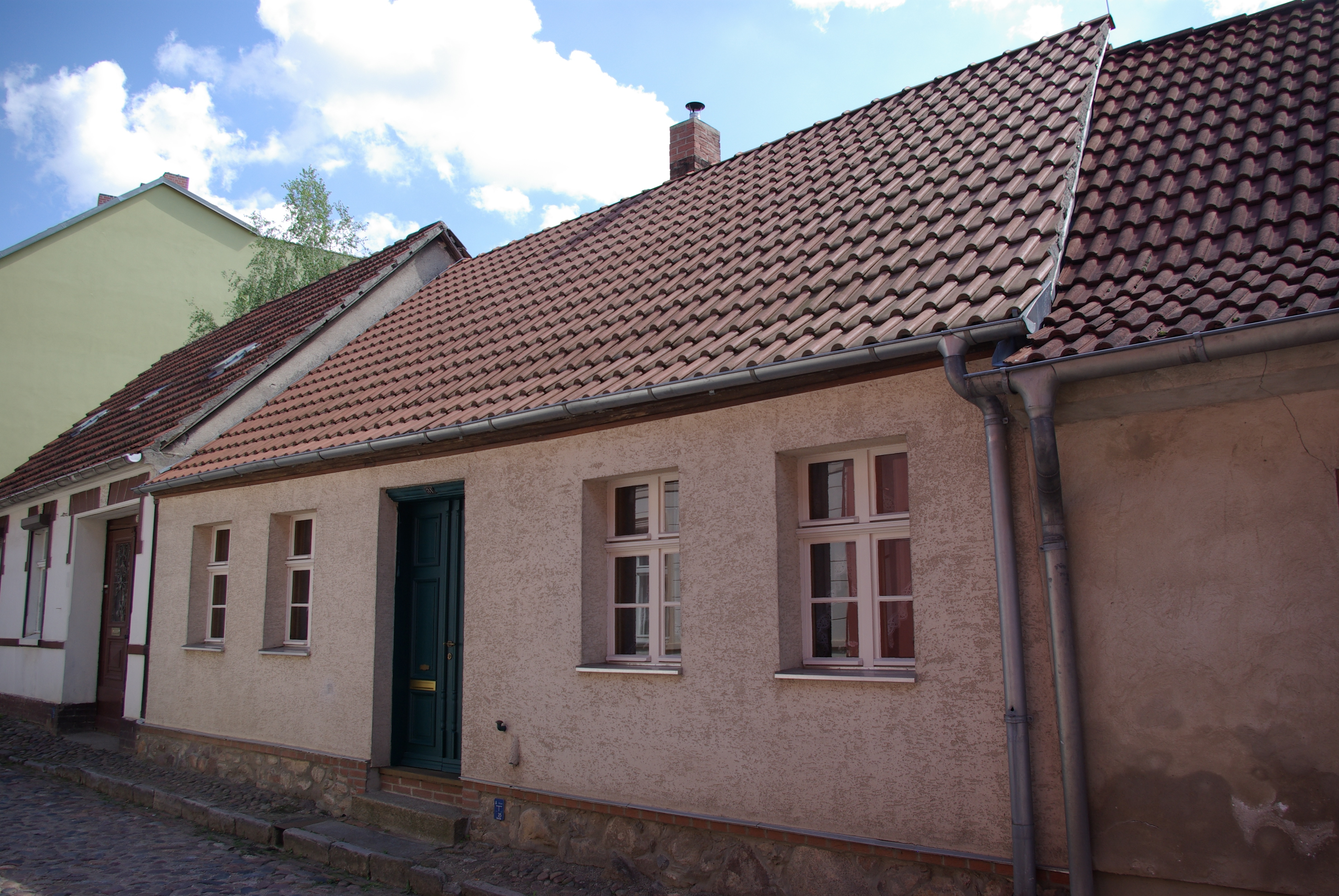
Das Haus Bergstraße 31

Die Neue Bergstraße ist eine Straße in Bad Freienwalde (Oder). In der Straße sind fünf Häuser denkmalgeschützt. Eine genaue Aufstellung der denkmalgeschützten Häuser befindet sich in der Liste der Baudenkmale in Bad Freienwalde (Oder).

## Lage und Geschichte
Die Straße beginnt an der Grünstraße und läuft ansteigend etwa 170 Meter südlich und knickt dann rechtwinklig ab in Richtung Königstraße / Hauptstraße. Die Länge der Straße beträgt etwa 230 Meter. Die Nummerierung der Häuser beginnt an der Königstraße an der linken Seite und läuft bis zur Grünstraße und dann zurück bis zur Königstraße. Von der Neuen Bergstraße geht im Knick der Fußweg Judentreppe ab, dieser führt zur Fischerstraße.
Die Straße wurde als Neue Berggasse im Jahre 1708 angelegt. 1711 gab es hier bereits 24 Häuser und zahlreiche Gärten. Im Jahre 1724 hieß die Straße „Neue Straße“. In der Straße waren die Grundstücke klein und mit ein- oder zweigeschossigen Fachwerkhäusern bebaut. Hier wohnten Handwerker und Kleingewerbetreibende.
In der Straße ist das Kopfsteinpflaster von um 1900 noch erhalten. Im Jahre 2011 wurde der Straßenbelag erneuert.

## Die Häuser
In der Neuen Bergstraße sind fünf Häuser denkmalgeschützt. Die interessanten Häuser sind:
- Neue Bergstraße 1: Das Wohnhaus liegt in der Nähe der Königstraße. Es ist ein eingeschossiges, traufständiges Fachwerkhaus. Erbaut wurde es im 18. Jahrhundert.
- Neue Bergstraße 2: Das Haus liegt im Knick an der nördlichen Seite der Neuen Bergstraße. Das Haus wurde im 19. Jahrhundert auf alten Mauerresten errichtet. Das Haus und der Seitenflügel sind straßenseitig. Auf dem Dach befindet sich ein Aufzugshaus.
- Neue Bergstraße 4: Das Haus liegt an der westlichen Seite der Straße im Abschnitt, der zur Grünstraße führt. Das Haus wurde 1712 als Fachwerkhaus errichtet. Es ist ein traufständiges Haus mit fünf Achsen, in der Mitte befindet sich der Eingang. Auffällig sind die frühklassizistischen Kolossalpilaster mit Kompositkapitellen.
- Neue Bergstraße 29: Das Haus wurde in der ersten Hälfte des 19. Jahrhunderts erbaut. Es liegt in dem Abschnitt zur Königstraße. Das Haus ist ein eingeschossiges, traufständiges Haus mit Satteldach.
- Neue Bergstraße 31: Das Haus wurde um 1800 erbaut. Es ist ein traufständiges, eingeschossiges Haus mit Satteldach. Der Dachstuhl ist zum größten Teil aus der Bauzeit.